# Ортодоксно семе
Ортодоксно семе је оно које може да се исуши испод 10% и тако успешно чува на температурама испод нуле. 

## Подела семена према способности ка исушивању
У свом класичном раду Робертс је поделио семе у две групе на основу особина при складиштењу на: ортодоксно и рекалцитрантно. Према актуелним сазнањима физиологије семена ова класификација је допуњена за семе дрвенастих врста следећим категоријама: (1)  право ортодоксно, (2) субортодоксно, (3) рекалцитрантно-умерене зоне и (4) рекалцитрантно-тропско семе. Додатно Елис са сарадницима предлаже и категорију између ортодоксног и рекалцитрантног семена именујући је класом прелазног складиштења.

## Право ортодоксно семе
Право ортодоксно семе може да се складишти релативно дуги временски период на температурама испод нуле, ако им се садржај влаге спусти на 5 до 10% (на основу свеже масе семена). Већина врста економски важних родова дрвећа северне умерене зоне припада овој групи: јове (Alnus P. Mill.), брезе (Betula L.), јасенови (Fraxinus L.),  ариши (Larix P. Mill.), смрче (Picea A. Dietr.), борови (Pinus L.), платани (Platanus L.), вишње, трешње, шљиве  (Prunus L.), дуглазија (Pseudotsuga Carr.), цуге (Tsuga Carr.), итд.
Многи родови тропске и суптропске зоне такође образују право ортодоксно семе: Acacia L., Albizia Durz., многи други родови породице Fabaceae, Casuarina Rumph. ex L., Eucalyptus L’ H e r., Prosopis L.и Tectona L.f. Тачна дужина складиштења правог ортодоксног семена у оптималним условима се на зна. Семе Pinus resinosa Soland. после 42 године складиштења очувало је клијавост од 86%. Хербаријумски узорак семена Prosopis velutina Woot. добро је клијао после 44 године. Семе Pinus elliottii var. elliottii Engelm. показало је клијавост од  66% после 50 година чувања на 4оC.

## Субортодоксно семе
Субортодоксно семе  може да се чува под истим условима као право ортодоксно семе, али знатно краће време. Разлог краће животне способности није у потпуности јасна. Посредни докази показују да у појединим случајевима семе ове категорије има висок садржај липида као код карија (Carya Nutt.), букви (Fagus L.), ораха (Juglans L.), и неких борова (Pinus L.) и танку семењачу или перикарп, као код неких јавора (Acer L.), топола (Populus L.), и врба (Salix L.) . За субортодоксно семе очување клијавости дуже од 10 година је ретко при уобичајеној технологији складиштења.

## Семе прелазног складиштења
Семе прелазног складиштења може да се исуши до нивоа влаге скоро као и код ортодоксног семена (12 до 15%) али је осетљиво на ниску температуру која се употребљава за ортодоксно семе. Клијавост обично остаје очувана само неколико година. Истраживања концепта за семе прелазног складиштења предузето је на кафи (Coffea arabica L.) . Велики су изгледи да међу шумским дрвећем има врста чије семе има особине ове групе.
Постоје родови који обухватају врсте и са ортодоксним и рекалцитрантним семеном. У северном умереном појасу такав род је јавор. Семе сребрнолисног јавора (Acer saccharinum L.) је рекалцитрантно, док семе црвеног јавора (A. rubrum L.) може да се исуши до влажности од 10% па је право ортодоксно или субортодоксно. Међу тропским врстама род Araucaria Juss. испољава сличне разлике.  Araucaria cunninghamii Aiton ex D. Don је ортодоксна, а A. hunsteinii K. Schum. et Hollrung је рекалцитрантна. 
У природи су знатна варирања у особини семена појединих врста да се исуше и крећу се у широком спектру од екстремних облика рекалцитрантности до екстремних облика ортодоксности. Са друге стране, са унапређењем технологије, поједине врсте нису више у групи у коју су биле сврстане. Семе букви се сматра рекалцитрантним, али строго контролисаним, постепеним исушивањем семе овог рода може се довести у стање ниске влажности, а да при том не изгуби клијавост  што га сврстава у групу субортодоксног семена. 